# Ron Cobb
Ron Cobb (Los Ángeles, 21 de septiembre de 1937-Sídney, 21 de septiembre de 2020) fue un dibujante, artista, escritor, diseñador, diseñador de producción y director de cine estadounidense.

## Biografía
A la edad de dieciocho años, sin ningún entrenamiento formal en ilustración gráfica, Cobb trabajaba como intercalador de animación para Disney Studios en Burbank, California. De ahí pasó a convertirse en animador para La bella durmiente (1959). Tras terminar la película en 1957, Disney despidió a Cobb y pasó los siguientes años en varios trabajos hasta que fue reclutado en 1960 en el ejército estadounidense. Durante los dos años siguientes entregó documentos clasificados alrededor de San Francisco, y después de firmar por un año más para evitar la asignación a la infantería, fue enviado a Vietnam en 1963 como dibujante para el Cuerpo de Señales. Tras ser relevado, Cobb comenzó a trabajar como artista independiente, comenzando a trabajar para Los Angeles Free Press de Los Ángeles en 1965.
Editado y publicado por Art Kunkin, Los Angeles Free Press fue uno de los primeros periódicos clandestinos de la década de 1960, conocido por su posiciones políticas radicales. Las caricaturas editoriales y políticas de Cobb eran una característica célebre de la Freep, y aparecieron regularmente en los periódicos miembros del Underground Press Syndicate. Sin embargo, aunque fue considerado como uno de los mejores dibujantes políticos de mediados de los años 1960 a principios de 1970, Cobb hizo muy poco dinero de las caricaturas y siempre estaba buscando trabajo en otros lugares. Sus dibujos aparecieron en la contraportada de la revista The Mother Earth News.
Entre otros proyectos, Cobb diseñó la portada para el álbum 1967 de Jefferson Airplane,  After Bathing at Baxter's. También contribuyó en los diseños para la película del culto, Dark Star  (1973) (dibujó el diseño original para el exterior de la nave espacial del mismo título en una servilleta de papel).
Sus caricaturas de los años sesenta y setenta se recogen en RCD-25 (1967) y Mah Fellow Americans  (1968) (ambos para la editorial Sawyer) y Raw Sewage (1971) y My Fellow Americans (1971) (tanto Price Stern como Sloan). Ninguno de estos volúmenes está disponible en impresión.
En 1972, Cobb se trasladó a Sídney, Australia, donde su trabajo apareció en revistas alternativas como The Digger. Los editores independientes Wild & Woolley publicaron una recopilación de los libros de dibujos animados anteriores,  The Cobb Book en 1975. Un nuevo volumen, Cobb Again, apareció en 1978.
En 1981 apareció Colorvision, una monografía de gran formato y color, que incluía buena parte de su trabajo de diseño para las películas Star Wars: Episode IV - A New Hope (1977), Alien: el octavo pasajero (1979) y Conan el Bárbaro (1982), el primer largometraje para el que recibió el crédito de Diseñador de Producción. Cobb también ha contribuido con el diseño de producción de las películas The Last Starfighter (1984), Leviathan  (1989), Total Recall (1990),  True Lies (1994), The 6th Day (2000), Como perros y gatos (2001), Southland Tales (2006), y la película australiana Garbo, que él dirigió. 
Cobb aportó la historia inicial de Night Skies, una versión más temprana y oscura de E.T, el extraterrestre. Steven Spielberg le ofreció la oportunidad de dirigir esta secuela más aterradora de Encuentros en la Tercera fase hasta que surgieron problemas sobre efectos especiales que requirieron una reescritura importante. Mientras Cobb estaba en España trabajando en Conan el Bárbaro, Spielberg supervisó una reescritura más personal de E.T, el extraterrestre y terminó dirigiéndola él mismo. Cobb más tarde recibió alguna participación en los beneficios netos.
Durante la década de 1990, Cobb trabajó con Rocket Science Games. Sus diseños se pueden ver especialmente en Loadstar: La leyenda de Tully Bodine (1994) y La barra de espacio (1997), en el cual diseñó todos los personajes.
Cobb también coescribió con su esposa, Robin Love, uno de los episodios (1985-1987) de En los límites de la realidad
Diseñó algunas armas y escenarios de la película Conan el Bárbaro, entre las que destacan la Espada del Padre y la Espada Atlante.

## Producción artística

### Director
- Garbo  (1992)

### Diseñador de Producción
- Conan el Bárbaro  (1982)
- Star Games  (1984)
- Leviatán  (1989)

### Escritor
- The Twilight Zone

### Artista conceptual
- Dark Star (1974)
- Star Wars: Episode IV - A New Hope (1977)
- Alien: el octavo pasajero (1979)
- Raiders of the Lost Ark (1981)
- Conan el Bárbaro (1982)
- Back to the Future (1985)
- Real Genius (1985)
- Aliens (1986)
- Abyss (1989)
- Meet the hollowheads (1989)
- Total Recall (1990)
- True Lies (1994)
- Space Truckers (1996)
- Titan A.E. (2000)
- The 6th Day (2000)
- Como perros y gatos (2001)
- Firefly (2002)
- Southland Tales (2006)

### Supervisor de efectos visuales
- Dark Star (1974)

### Diseñador de títulos
- Amazing Stories (primera temporada)

### Diseñador y dibujante
- RCD-25  (Sawyer Press, 1967)
- Mah Fellow Americans  (Sawyer Press, 1968)
- Raw aguas residuales  (Price Stern, 1971)
- Compatriotas  (Price Stern, 1971)
- Cobb  (Wild & Woolley, 1975)
- Cobb Again  (Wild y Woolley, 1978)
- Colorvision  (Wild & Woolley, 1981)